# Arimateia
Arimateia (em grego clássico: Ἁριμαθαία) foi uma cidade de Judá, de acordo com o evangelho de Lucas. Onde viveu José de Arimateia, que doou a caverna do túmulo em Jerusalém para o sepultamento de Jesus.

## Localização
Não se sabe com certeza onde estava localizado Arimateia ou a que cidade atual correspondente. Tem sido especulado que é a mesma população que Rama mencionada no Livro de Josué (Josué 18:25, pertencente à tribo de Benjamim) ou o Ramataim do Primeiro Livro de Samuel (1 Samuel 1: 1, pertencente à Tribo de Efraim e berço de o Profeta Samuel).
A Encyclopedia of Islam argumentou que os cruzados identificaram Ramla, uma cidade medieval fundada por volta de 705-715 dC pelos Umayyad em terra no que outrora fora a colônia de Dã, com Ramataim e Arimateia, e mudou o nome da cidade para Arimateia. Estudiosos de Onomástica identificaram o grego "Arimateia" como derivado do antigo nome de lugar hebraico transliterado para o grego, como o mais antigo nome hebraico "Ramathaim Sophim", atestado na Bíblia hebraica, foi traduzido para o grego na antiga Septuaginta como Αρμαθαιμ Σιφα (Armathaim Sipha).

## Ver mais
- Yoel elizur, זיהויין de "Terra néctar" e"nível de" cidade de Samuel, em: Zeev erlich (ed.), "antes de Efraim e Benjamim e Manassés...", arquivo de estudos e descobertas em geografia-história, Jerusalém, o Conselho Regional de mateh Binyamin, pagamentos de apoio, pp. 116-101.